# Ariomma
Ariomma is een geslacht van straalvinnige vissen uit de familie van ariommiden (Ariommatidae). Het geslacht is voor het eerst wetenschappelijk beschreven in 1904 door Jordan & Snyder.

## Soorten
- Ariomma bondi Fowler, 1930
- Ariomma brevimanum Klunzinger, 1884
- Ariomma dollfusi Chabanaud, 1930
- Ariomma indicum Day, 1871
- Ariomma luridum Jordan & Snyder, 1904
- Ariomma melanum Ginsburg, 1954
- Ariomma parini Piotrovsky, 1987
- Ariomma regulus Poey, 1868